# Henry Shrapnel
Henry Shrapnel (Bradford-on-Avon, 3 juni 1761 – Southampton, 13 maart 1842) was een Brits militair en uitvinder.
Shrapnel was generaal-majoor in het Engelse leger. Hij was ook de uitvinder van de eerste explosiegranaat, de zogenaamde "shrapnel", die bestond uit een metalen huls met hierin diverse kogels. De eerste toepassing ervan was in 1804, bij de verovering van het fort Nieuw-Amsterdam in de Nederlandse kolonie Suriname. Vervolgens werd dit explosief  ook gebruikt in de napoleontische oorlogen in Europa.
- Gemeinsame Normdatei: 117625612
- International Standard Name Identifier: 0000 0001 1489 4592
- Library of Congress Control Number: nb2008012715
- Virtual International Authority File: 30318534
- WorldCat: E39PBJwMHhyjhHfQ4xkMRg7bVC